# Henryk Buszko

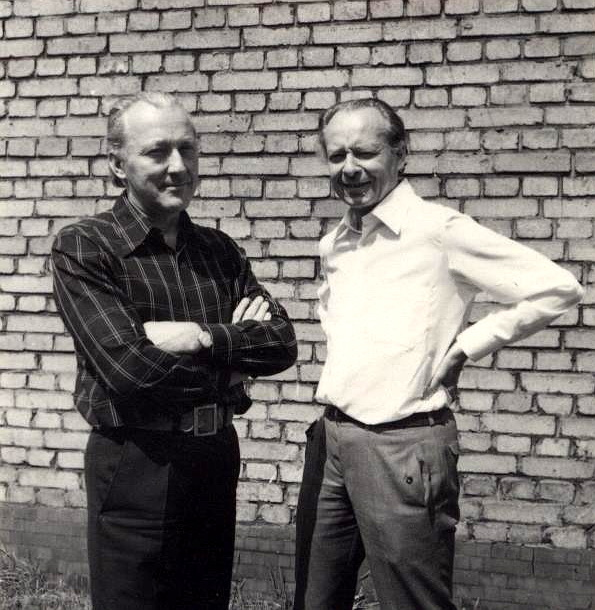
Henryk Buszko i Aleksander Franta, 1972

Henryk Bronisław Buszko (ur. 3 września 1924 we Lwowie, zm. 31 lipca 2015 w Katowicach) – polski architekt, przedstawiciel modernizmu, urbanista, nauczyciel akademicki, od 1949 członek Stowarzyszenia Architektów Polskich, jeden z najwybitniejszych architektów doby modernizmu w Polsce.

## Życiorys
Urodzony we Lwowie, po śmierci ojca przeniósł się z matką do Hrubieszowa (1931), następnie (od 1936) mieszkał w Nowym Targu.
W czasie II wojny światowej walczył w kompanii obrony Podhala. Po kampanii wrześniowej wrócił do Nowego Targu. Absolwent Technikum Wodno-Melioracyjnego w Nowym Targu (1941–1944).
Po wojnie naukę kontynuował na Wydziale Architektury (włączonym później do Politechniki Krakowskiej) przy Akademii Górniczo-Hutniczej w Krakowie (1945–1949). W latach 1949–1958 pracował w biurze architektonicznym Miastoprojekt Katowice, we współpracy z Aleksandrem Frantą i Jerzym Gottfriedem. Od 1958 prowadził z Aleksandrem Frantą państwową Pracownię Projektów Budownictwa Ogólnego (PPBO) w Katowicach. W latach 1970–1978 uczył na Politechnice Śląskiej. W latach 1957–1959 – prezes Zarządu Okręgowego Stowarzyszenia Architektów Polskich (SARP) Katowice. W latach 1965–1969 i 1972–1975 – prezes Zarządu Głównego SARP. Przyczynił się m.in. do ustanowienia Honorowej Nagrody SARP (1966), adaptacji zamku w Tucznie na Dom Architekta (ukończona w 1976) oraz budowy pawilonu wystawowego przy Pałacu Zamoyskich – siedzibie SARP w Warszawie. Za swoje dokonania otrzymał wiele odznaczeń i wyróżnień.
Zmarł w Katowicach, pochowany 6 sierpnia 2015 na cmentarzu parafialnym w Zakopanem przy ul. Nowotarskiej.

## Główne dzieła

### Współpraca – Aleksander Franta i Jerzy Gottfried
- Dom Kultury huty „Zgoda” w Świętochłowicach, 1954–1955
- gmach Okręgowej Rady Związków Zawodowych w Katowicach, 1950–1954
- Teatr Ziemi Rybnickiej (obecnie Rybnickie Centrum Kultury) w Rybniku, 1958–1964
- Dom wczasowy transportowców w Bielsku-Białej Mikuszowicach, 1955–1958

### Współpraca – Aleksander Franta
- Osiedle Tysiąclecia w Katowicach, 1958–1979 (z Marianem Dziewońskim i Tadeuszem Szewczykiem)
- Dzielnica Leczniczo-Rehabilitacyjna na Zawodziu w Ustroniu, 1967–1978 (z Tadeuszem Szewczykiem)
- Osiedle Gwiazdy w Katowicach, 1967–1979 (z Tadeuszem Szewczykiem)
- Pawilon pracowni PPBO w Katowicach, 1960
- Dom wczasowy Związku Nauczycielstwa Polskiego w Ustroniu, 1960–1963
- Urząd Stanu Cywilnego – Pawilon Ślubów w Chorzowie, 1963
- Sanatorium Górnik w Szczawnicy, 1959
- Ośrodek wypoczynkowy górnictwa miedzi (obecnie Hotel Malachit) w Świeradowie-Zdroju, 1977–1989
- Kościół pw. Podwyższenia Krzyża św. i Matki Bożej Uzdrowienia Chorych w Katowicach, 1977–1991 (z Lidią Baron)
- Katedra Matki Bożej Królowej Apostołów w Częstochowie[5]

## Galeria

### Realizacje katowickie

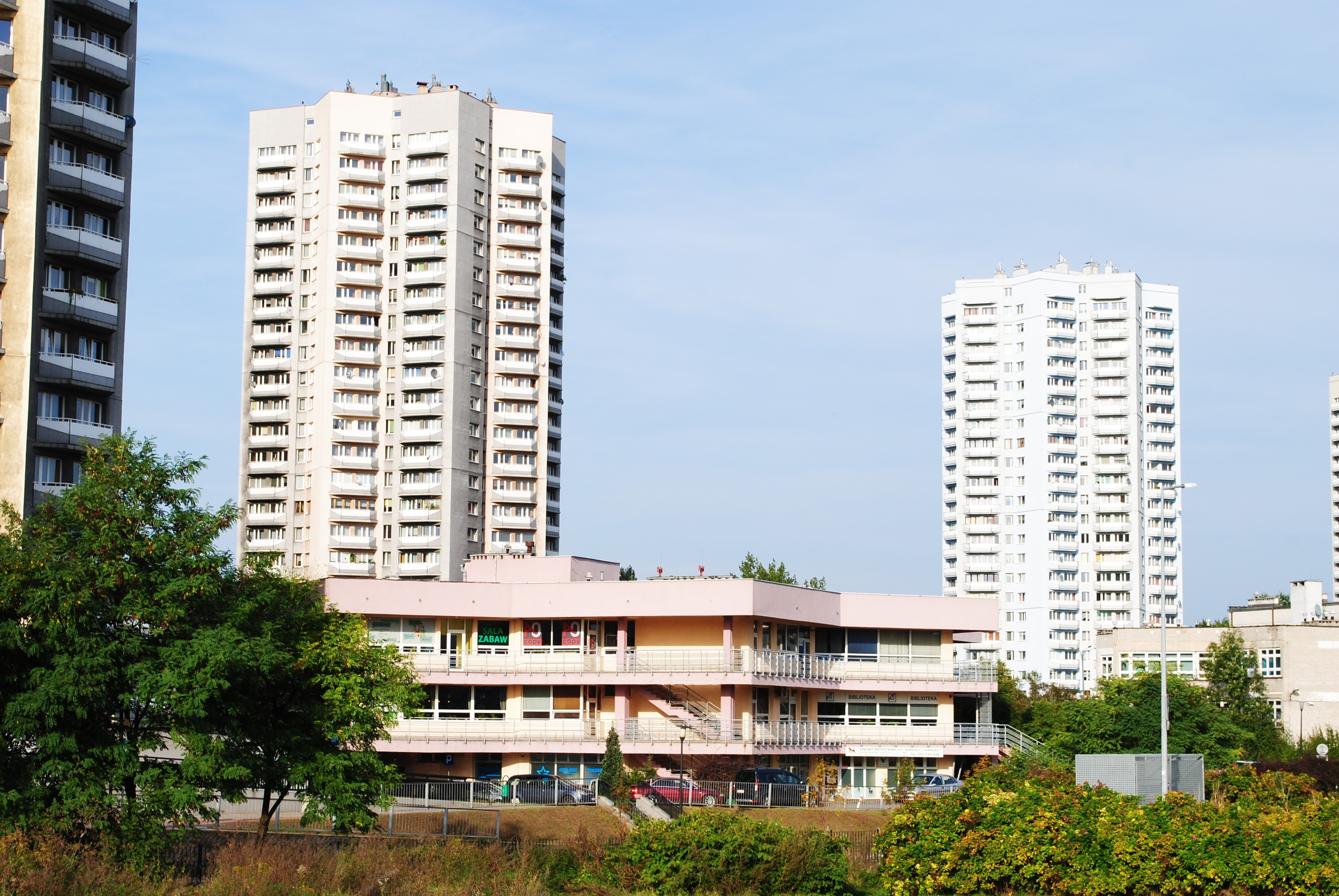
H. Buszko, A. Franta i T. Szewczyk: Osiedle Roździeńskiego, Katowice, wieżowce mieszkalne – „gwiazdowce”.
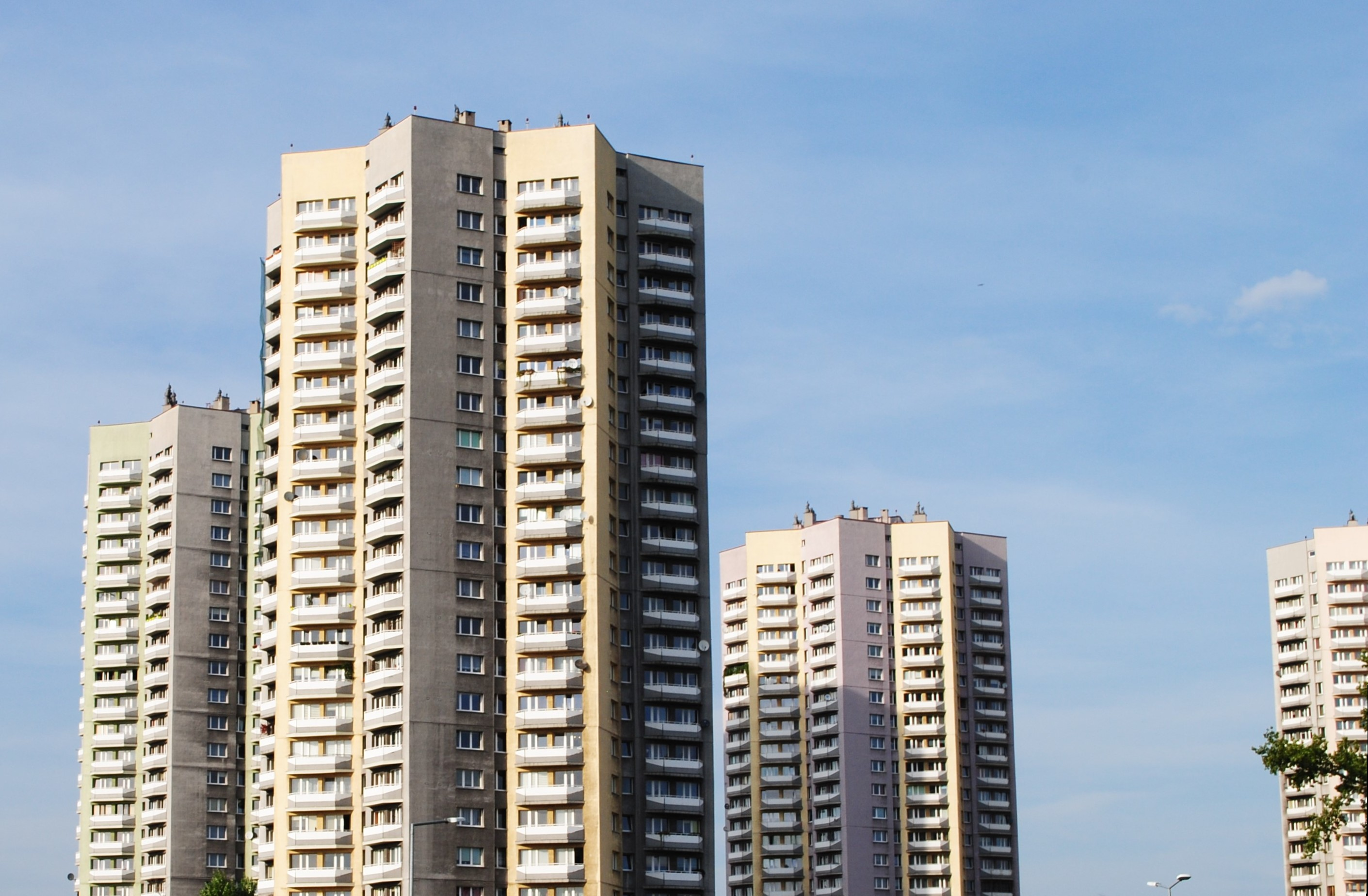
Osiedle Roździeńskiego, zwane też Osiedlem Gwiazdy
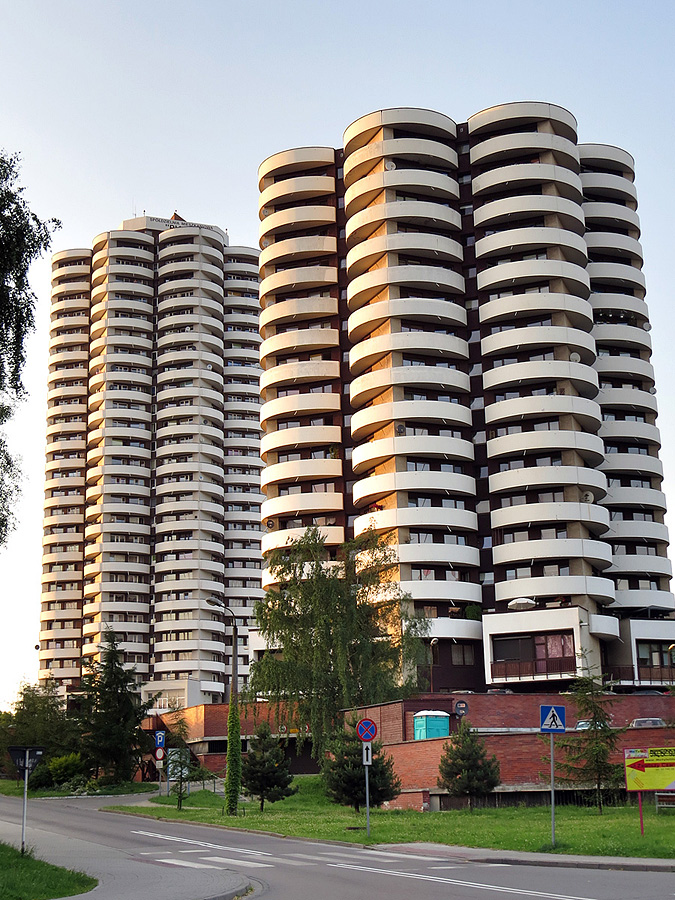
Osiedle Tysiąclecia, Katowice, jeden z pięciu 28-kondygnacyjnych wieżowców mieszkalnych zwanych „kukurydzami”.
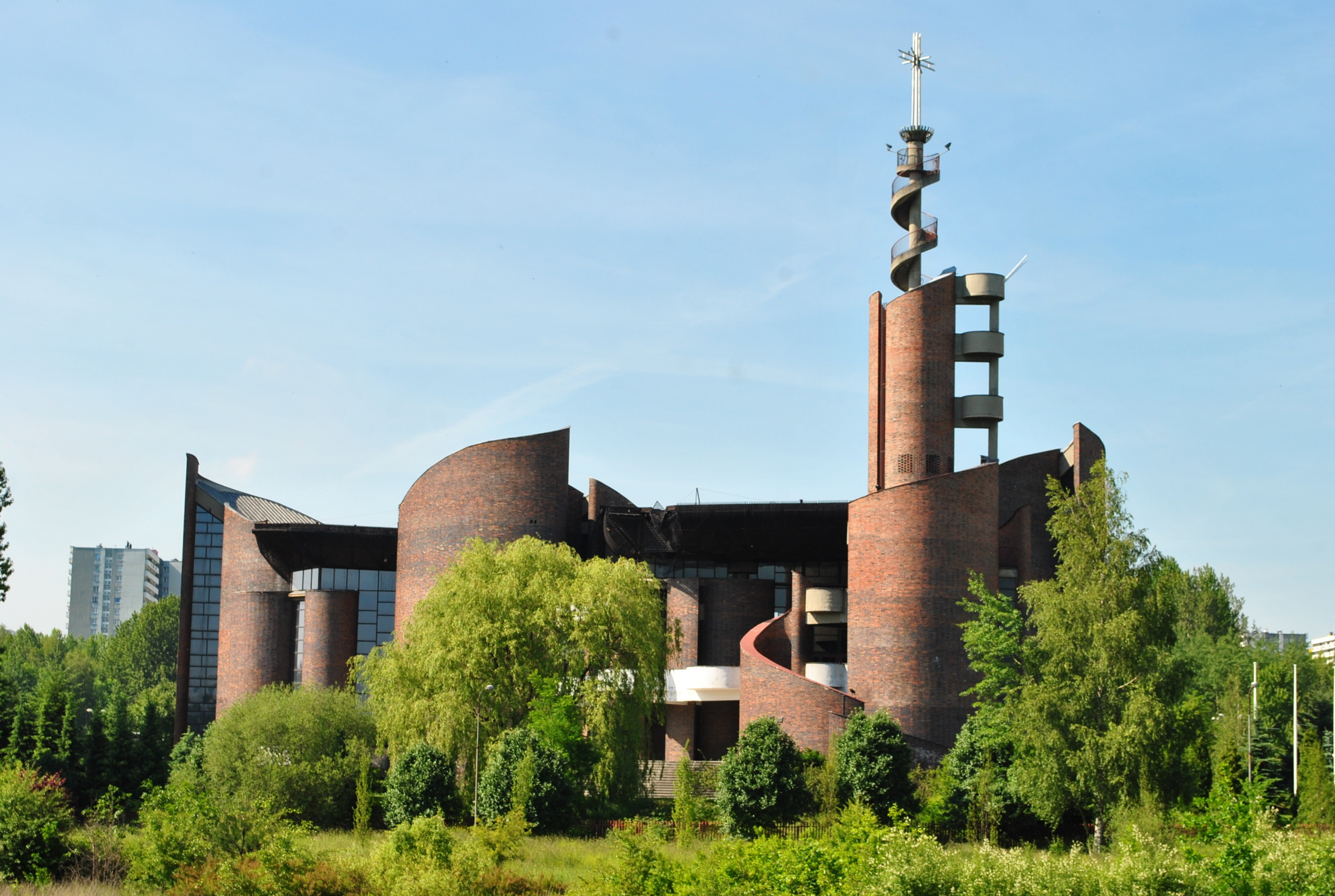
Podwyższenia Krzyża Świętego i Matki Bożej Uzdrowienia Chorych.

### Dzielnica leczniczo-rehabilitacyjna – Ustroń Zawodzie

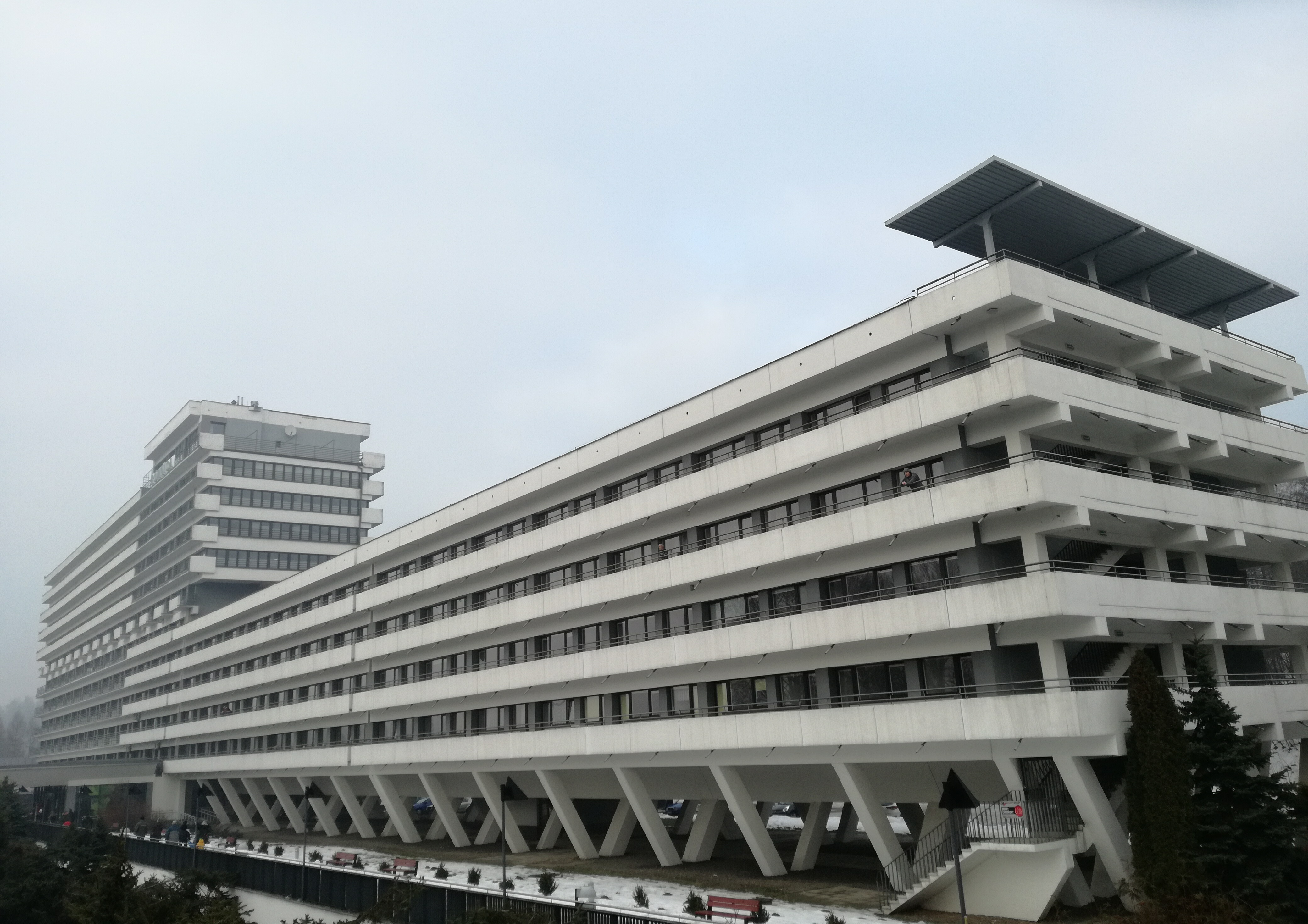
Sanatorium i szpital uzdrowiskowy Równica.
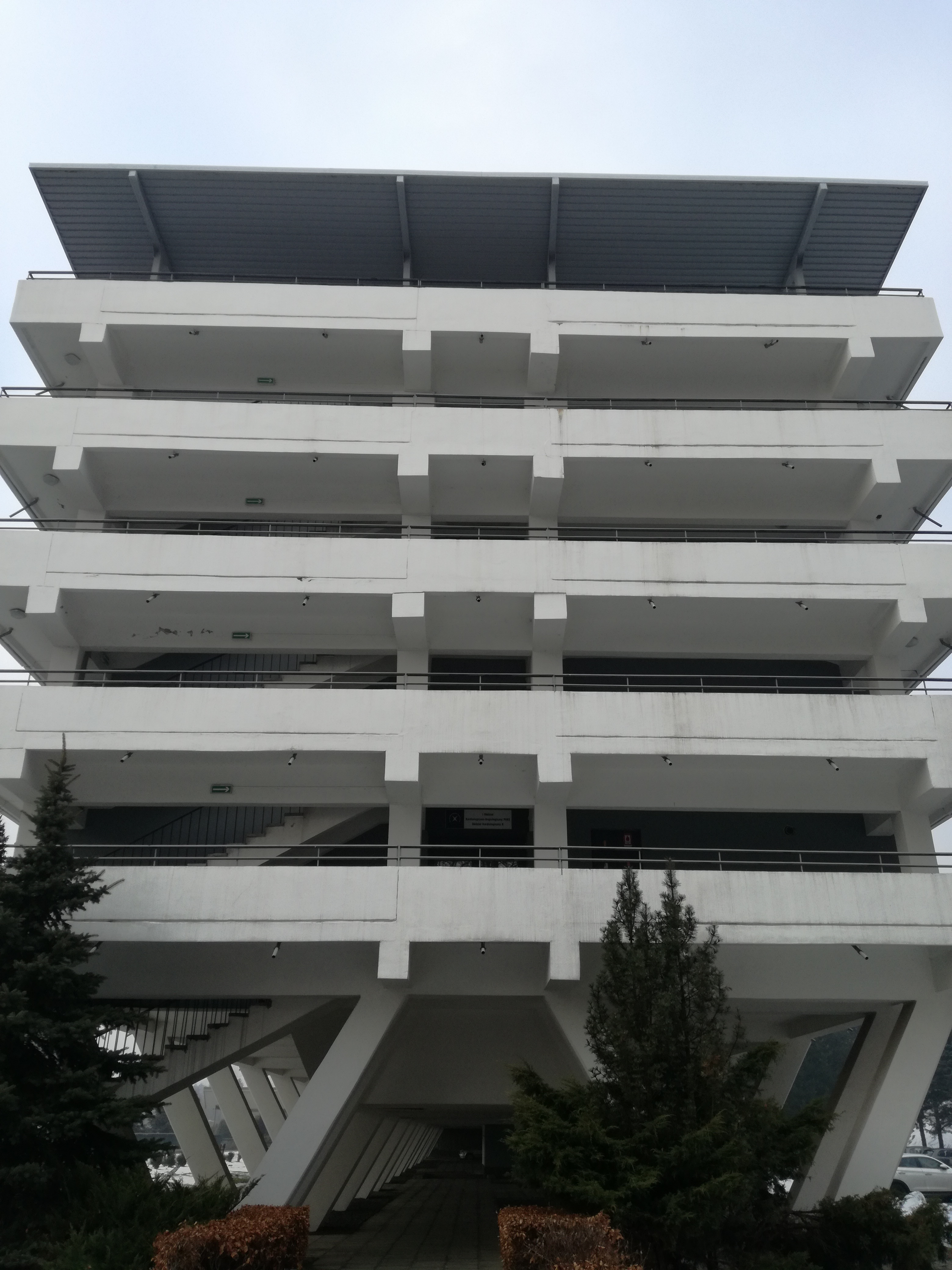
Sanatorium i szpital uzdrowiskowy Równica, elewacja boczna.
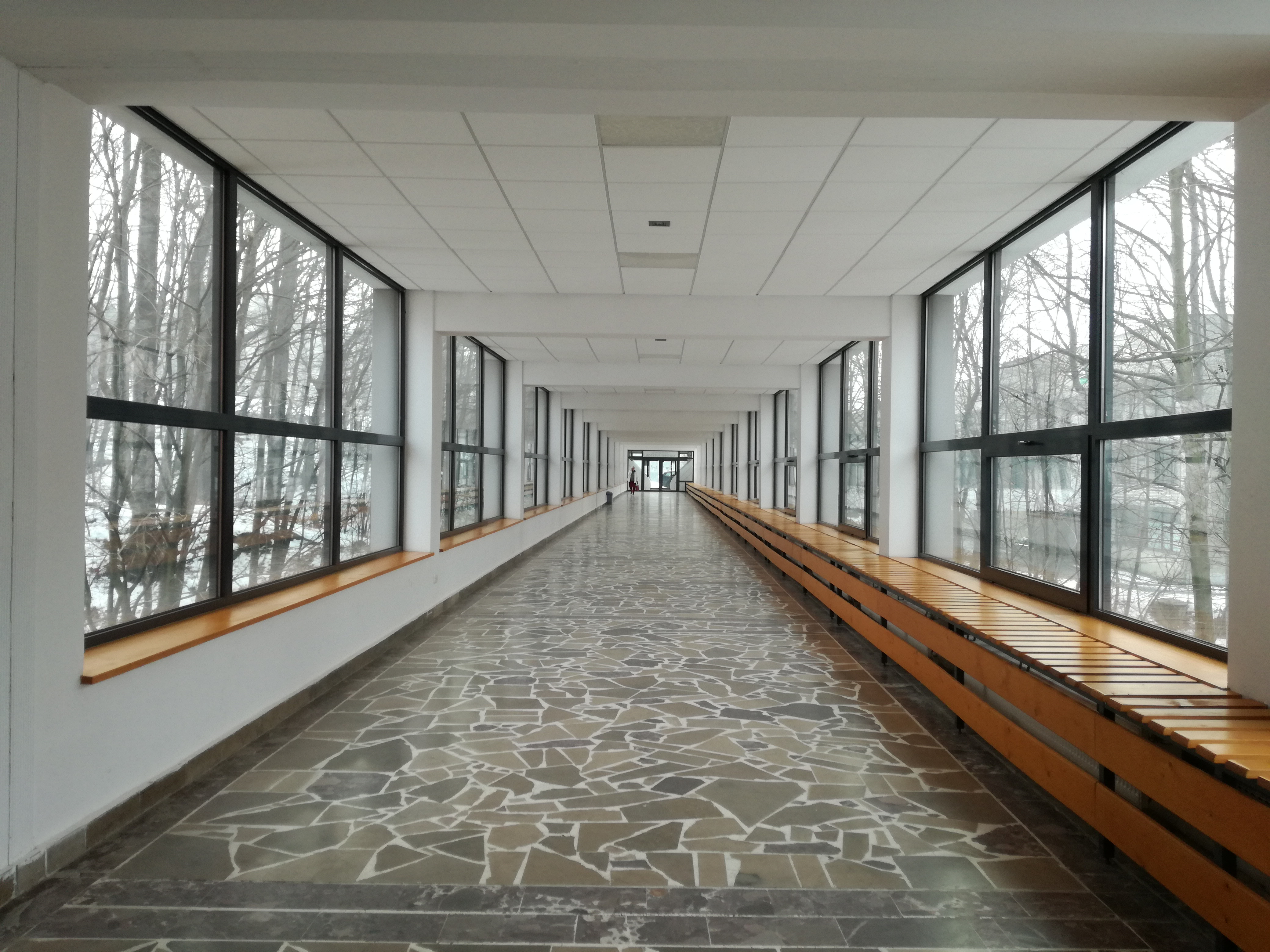
Sanatorium i szpital uzdrowiskowy Równica, wnętrze.
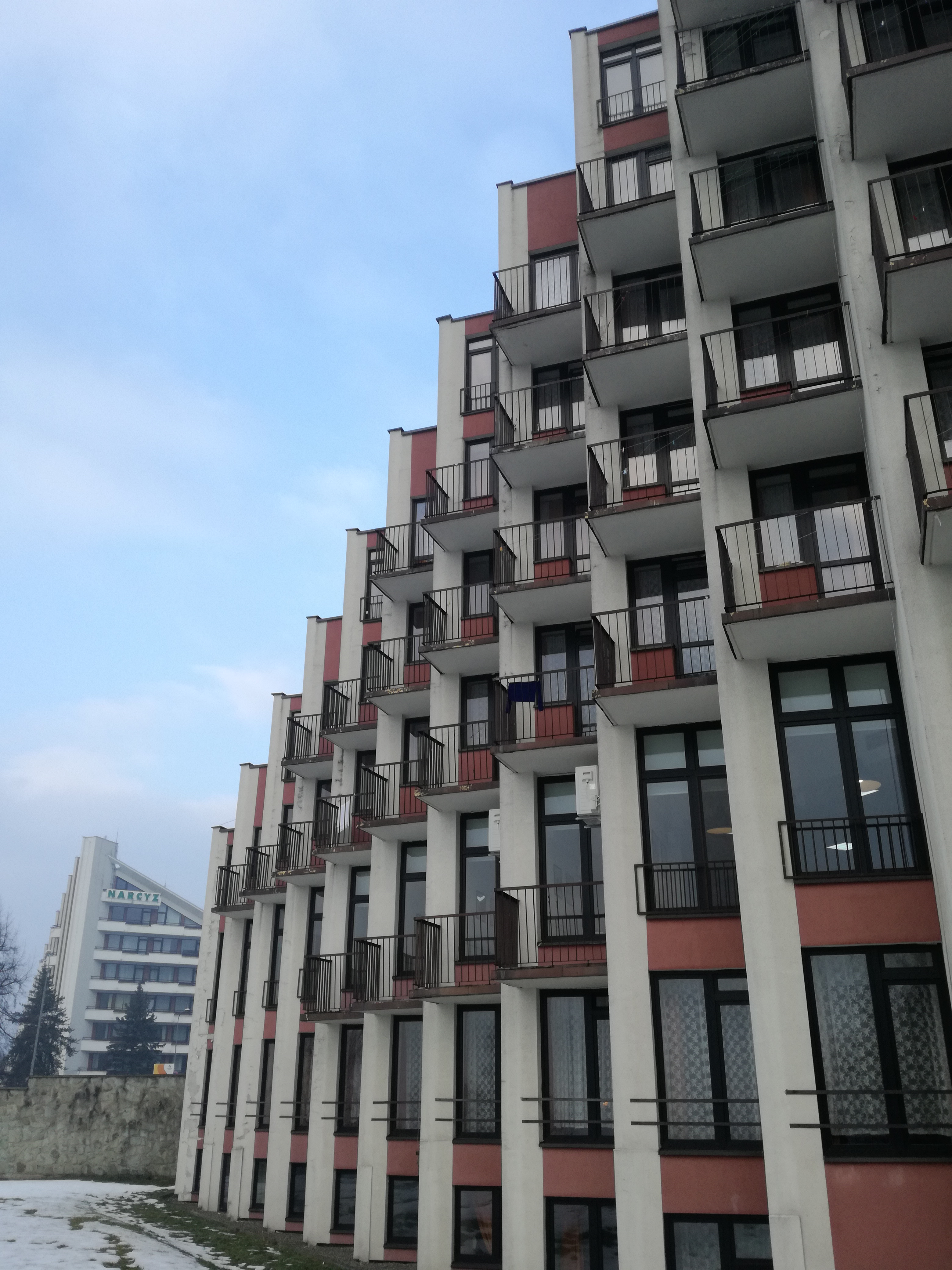
Jeden z 17 domów wczasowych – „piramid”.
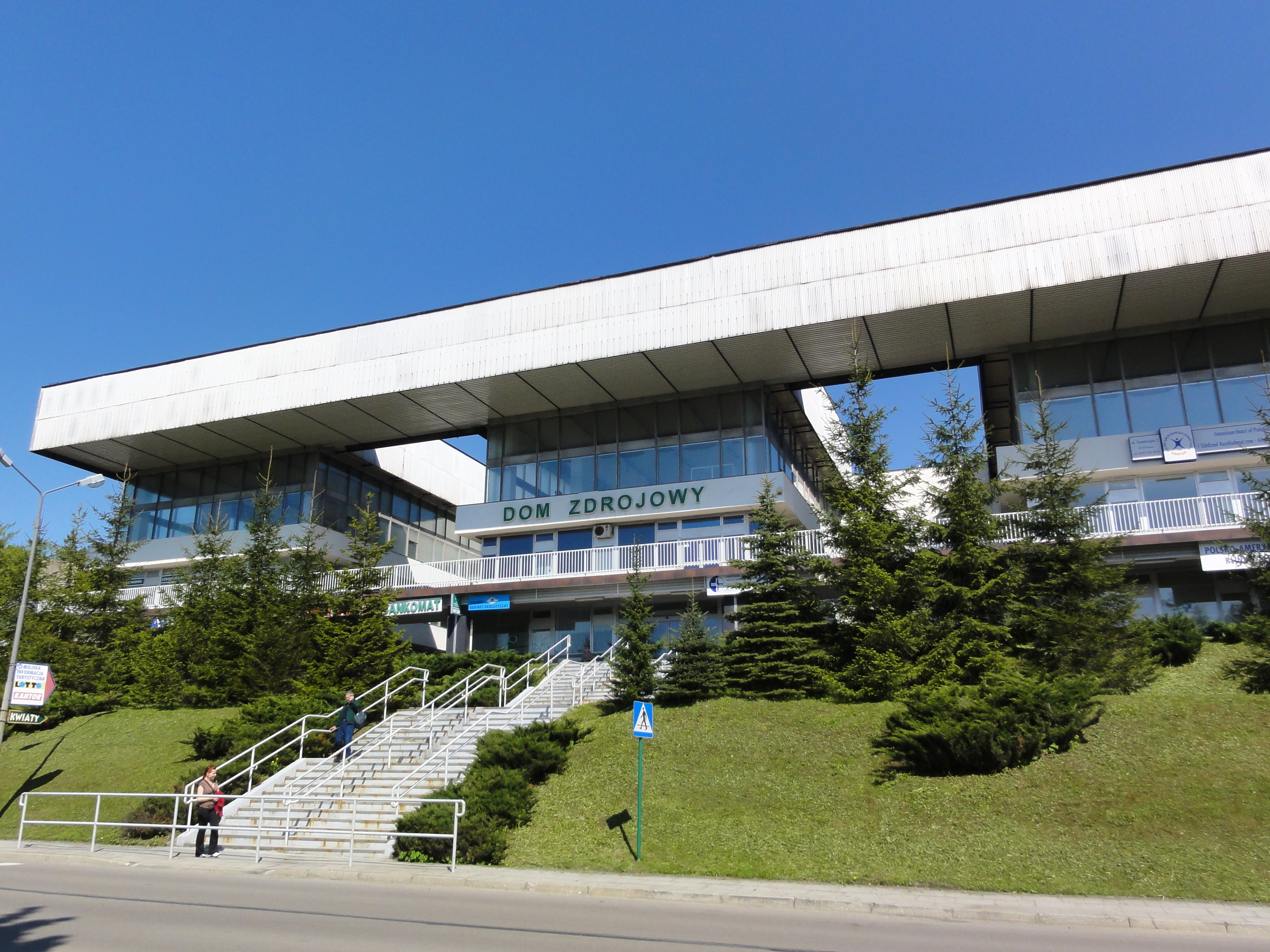
Dom zdrojowy.

## Odznaczenia i nagrody
- Złoty Krzyż Zasługi (1956)
- Brązowa Odznaka SARP
- Srebrna Odznaka SARP
- Złota Odznaka SARP (1964)
- Brązowy Medal „Za zasługi dla obronności kraju” (1966)
- Srebrna odznaka Zasłużonemu w Rozwoju Województwa Katowickiego (1963)
- Odznaka Honorowa Politechniki Krakowskiej (1966)
- Złota odznaka Zasłużonemu w Rozwoju Województwa Katowickiego (1968)
- Odznaka 100 Lat Sportu Polskiego (1968)
- Krzyż Komandorski Orderu Odrodzenia Polski (1969)
- Odznaka Honorowa „Harcerskiej Służbie Ziemi Śląskiej” (1969)
- Odznaka 1000-lecia Państwa Polskiego
- Honorowa Złota Odznaka NOT (1972)
- Odznaka „Zasłużony Pracownik Gospodarki Terenowej i Ochrony Środowiska” (1974)
- Medal Honorowy Członka Instytutu AIA (1974)
- Medal Honorowy Instytutu Architektów Meksyku (1974)
- Honorowa Nagroda SARP (1975)
- Odznaka Honorowa Miasta Poznania (1975)
- Medal 40-lecia Polski Ludowej (1984)
- Złota odznaka honorowa „Za zasługi dla gospodarki przestrzennej i gospodarki komunalnej” (1986)
- Medal Honorowy Związku Architektów Rosji (2001)
- Medal im. Profesora Zygmunta Majerskiego (2010)
- Nagroda im. Karola Miarki (2012)[6]

## Upamiętnienie
Henryk Buszko został upamiętniony w sali ludzi kultury w Panteonie Górnośląskim w Katowicach.